# Наумчак Ольга Іллінічна
Ольга Іллінічна Наумчак (1902, с. Клекотина — 6 квітня 1971, с. Михайлівка) — Герой Соціалістичної Праці.

## Біографічні відомості
Народилася у 1902 році в селі Клекотина (нині — Шаргородський район Вінницької області) в сім'ї селянина-бідняка. Трудову діяльність почала в 1924 році в товаристві спільного обробітку землі. 
З 1928 по 1933 рік працювала головою сільського споживчого товариства.
З 1933 по 1959 роки — бригадир рільничої бригади колгоспу ім. Леніна села Михайлівка. За досягненні успіхи у вирощуванні озимої пшениці у 1948 році нагороджена орденом Леніна і медаллю «Золота Зірка».
Також нагороджена медаллю «За доблесну працю в Великій Вітчизняній війні 1941-1945 рр.», «За доблесну працю в ознаменування 100-річчя з дня народження В.І. Леніна».
Із спогадів онука Анатолія Білима: «В 1953 році коли помер Сталін, в Михайлівку прилетів літак, який приземлився на полі. Він прилетів спеціально за бабусею, яка була в складі делегації від України на похоронах Сталіна і стояла у Почесній варті».
У 1959 році виходить на пенсію та виконує обов'язки голови земельної комісії і пенсійної ради колгоспу.
Померла 6 квітня 1971 року, похована в Михайлівці.